# Rocca di Cerere Geopark
Il Rocca di Cerere Geopark racchiude un'ampia area di circa 1.279,80 km² e comprende interamente i territori comunali di Enna, Piazza Armerina, Aidone, Valguarnera, Villarosa, Leonforte, Assoro, Nissoria, Calascibetta, oltre che frazioni dei comuni di Nicosia, Pietraperzia e Caltanissetta nelle quali sono presenti parte delle aree naturali protette che aderiscono al partenariato del Geopark.
L'area del Geopark ricade nella zona centrale della Sicilia e rientra nella fascia centro meridionale del libero consorzio comunale di Enna.
Il sito è stato inserito nella lista dei Geoparchi mondiali UNESCO il 17 novembre 2015, nel corso della 38ª Sessione Plenaria della Conferenza Generale dell'UNESCO svoltasi a Parigi.
Qui è presente lo stratotipo individuato internazionalmente a Pasquasia e la serie non di rado appare completa e leggibile in affioramenti naturali. A questa visibilità geologica della crisi messiniana,  si lega la densa presenza delle strutture minerarie dismesse che sfruttarono questa ricchezza geologica sin dalla preistoria. Ulteriore particolarità, non unica, ma certamente di grande distinzione, è la presenza delle formazioni pertinenti al Flysch Numidico, con affioramenti di arenarie quarzarenitiche di aspetto veramente immaginifico e, non di rado, di notevole importanza geologica, geomorfologica e paleontologica.